# Sonchus gigas
Sonchus gigas là một loài thực vật có hoa trong họ Cúc. Loài này được Boulos ex Humbert miêu tả khoa học đầu tiên năm 1963.